# Drosophila inca
Drosophila inca är en tvåvingeart som beskrevs av Theodosius Dobzhansky och Crodowaldo Pavan 1943. Drosophila inca ingår i släktet Drosophila och familjen daggflugor.
Artens utbredningsområde är Peru.